# NGC 4690
NGC 4690 é uma galáxia elíptica (E-S0) localizada na direcção da constelação de Virgo. Possui uma declinação de -01° 39' 22" e uma ascensão recta de 12 horas, 47 minutos e 55,5 segundos.
A galáxia NGC 4690 foi descoberta em 11 de Abril de 1787 por William Herschel.